# Axylia transjecta
Axylia transjecta är en fjärilsart som beskrevs av William Lucas Distant 1898. Axylia transjecta ingår i släktet Axylia och familjen nattflyn. Inga underarter finns listade i Catalogue of Life.